# Силва, Алмир да
Алмир да Силва (порт.-браз. Almir da Silva; род. 20 августа, по другим данным 5 января 1938, Рио-де-Жанейро) — бразильский футболист, правый защитник, правый полузащитник и правый нападающий.

## Карьера
Алмир начал карьеру в клубе «Канто до Рио» в 1955 году. Оттуда он перешёл в 1956 году в стан «Флуминенсе», где дебютировал 24 марта в матче с «Сирио Либанес» (1:1). Он выступал за клуб, 5 сезонов, выиграв два титула победителя турнира Рио-Сан-Паулу и один титул чемпиона штата Рио-де-Жанейро. Алмир провёл за «Флуминенсе» 96 матчей (62 победы, 19 ничьи и 15 поражений) и забил 17 голов. Последним матчем за клуб стала встреча 20 ноября 1960 года с «Фламенго» (1:3). В 1961 году он перешёл в стан «Таубате», где играл три года. В 1963 году Алмир ненадолго ушёл в «Мадурейру», откуда в том же году уехал в Колумбию играть за местный «Мильонариос» вместе с другими бразильскими футболистами, Жозе Кардозо и Зезе Гамбасси. В первый же год клуб выиграл титул чемпиона страны, а через год повторил это достижение, при этом в этой команде бразилец исполнял роль защитника. Последним сезоном Алмира в клубе был 1966 год. Затем он сыграл за клуб «Португеза Деспортос», после чего перешёл в стан «Сан-Паулу», где дебютировал в матче с «Крузейро» (1:2), ставший одновременно дебютом Нелсиньо и нового главного тренера команды Силвио Пирилло. В этом клубе он выступал уже в атаке или полузащите. В 1968 году он завершил свою карьеру.
В составе сборной Бразилии Алмир дебютировал 3 марта 1963 года в товарищеской игре с Парагваем (2:2). В том же году он поехал на чемпионат Южной Америки, где сыграл четыре из шести игр, забив гол во встрече со сборной Боливии. На турнире бразильцы заняли 4 место, а матч с Боливией стал последним матчем Алмира за национальную команду. Всего за сборную страны он провёл 5 матчей и забил 1 гол.

## Международная статистика
| Матчи Алмира за сборную Бразилии | Матчи Алмира за сборную Бразилии | Матчи Алмира за сборную Бразилии | Матчи Алмира за сборную Бразилии | Матчи Алмира за сборную Бразилии | Матчи Алмира за сборную Бразилии | Матчи Алмира за сборную Бразилии |
| -------------------------------- | -------------------------------- | -------------------------------- | -------------------------------- | -------------------------------- | -------------------------------- | -------------------------------- |
| №                                | Дата                             | Место проведения                 | Оппонент                         | Счёт                             | Голы                             | Турнир                           |
| 1                                | 3 марта 1963                     | Асунсьон                         | Парагвай                         | 2:2                              | —                                | Товарищеский матч                |
| 2                                | 10 марта 1963                    | Кочабамба                        | Перу                             | 1:0                              | —                                | Чемпионат Южной Америки          |
| 3                                | 14 марта 1963                    | Ла-Пас                           | Колумбия                         | 5:1                              | —                                | Чемпионат Южной Америки          |
| 4                                | 17 марта 1963                    | Ла-Пас                           | Парагвай                         | 0:2                              | —                                | Чемпионат Южной Америки          |
| 5                                | 31 марта 1963                    | Кочабамба                        | Боливия                          | 4:5                              | 1                                | Чемпионат Южной Америки          |

## Достижения
- Победитель турнира Рио-Сан-Паулу: 1957, 1960
- Чемпион штата Рио-де-Жанейро: 1959
- Чемпион Колумбии: 1963, 1964
- Обладатель Кубка Колумбии: 1963